# 瓦爾內斯 (聖克魯斯省)
瓦爾內斯（西班牙語：Warnes）是玻利維亞的城鎮，由聖克魯斯省負責管轄，位於該國中部，距離首府聖克魯斯24公里，海拔高度339米，每年平均降雨量1,300毫米，2001年人口17,872。

## 外部連結
- （西班牙文） Instituto Nacional de Estadística
- Map of Ignacio Warnes Province